# Partit Reformista d'Andorra
El Partit Reformista d'Andorra fou un partit polític d'Andorra nascut com a resultat de la Coalició Reformista que es presentà a les eleccions andorranes del 2009. Aquesta coalició estava formada pel Partit Liberal d'Andorra, Nou Centre, Unió Laurediana i Independents d'Ordino.